# 1月14日 (旧暦)
旧暦1月14日（きゅうれきいちがつじゅうよっか）は、旧暦1月の14日目である。六曜は友引である。

## できごと
- 孝元天皇1年（ユリウス暦紀元前214年2月21日） - 第8代・孝元天皇が即位
- 嘉永6年（グレゴリオ暦1853年2月21日） - 『与話情浮名横櫛』が江戸・中村座で初演

## 誕生日
- 慶長7年（グレゴリオ暦1602年3月7日） - 狩野探幽、日本画家（+ 1674年）
- 天保14年（グレゴリオ暦1843年2月12日） - 新島襄、教育者・キリスト教指導者（+ 1890年）

## 忌日
- 允恭天皇42年（ユリウス暦453年2月8日） - 允恭天皇[要出典]、19代天皇
- 養和元年（ユリウス暦1181年1月30日） - 高倉天皇、80代天皇（* 1161年）
- 道光30年（グレゴリオ暦1850年2月25日） - 道光帝、清の8代皇帝（* 1782年）
- 慶応2年（グレゴリオ暦1866年2月28日） - 高島秋帆、砲術家（* 1798年）

## 記念日・年中行事
- 飾納
- 十四日年越し
- 国栖奏（奈良県吉野町）